# Akcja Milke
Akcja Milke – nieudany zamach 5 października 1943 przeprowadzony przez żołnierzy oddziału „Agat” na konfidenta i funkcjonariusza Gestapo volksdeutscha Alfreda Milkego .

## Historia
Miejscem akcji była szczególnie chroniona dzielnica policyjna w Warszawie. Zamach jednak nie doszedł do skutku ponieważ Milke nie przyszedł w miejsce planowanego zamachu. Osłoną zamachu oczekującą w al. Szucha na wykonanie wyroku zainteresował się natomiast przechodzący w pobliżu SS-man, który wyciągnął pistolet. Został on natychmiast zastrzelony przez żołnierzy AK, którzy z powodu dekonspiracji oraz alarmu bez strat własnych odstąpili od planowanej akcji. Ofiarą zastrzeloną w wymianie ognia okazał się SS-Obersturmführer Joseph Lechner, szef referatu w urzędzie Komendanta SD i policji bezpieczeństwa na dystrykt warszawski .

## Uczestnicy akcji
W akcji udział wzięli:
- Tadeusz Wronowski ps. Przygoda, uzbrojony w stena, parabellum, colta 7, 65 mm, 2 ganaty - dowódca akcji,

- Tadeusz Kamiński ps. Olek, parabellum, vis, 2 granaty - z-ca dowódcy

- Leszek de Mackay ps. Narvik, 2 visy, 2 granaty,

- Feliks Wojtulewicz ps. Bąk, sten, parabellum - ubezpieczenie

- Eugeniusz Poszepczyński ps. Ssak, sten, parabellum - ubezpieczenie,

- Tadeusz Kostrzewski ps. Niemira - FN 9mm, vis, granaty - kierowca,

- Stanisław Ołdakowski ps. Staszek - vis, granaty - kierowca,

- Janusz Kobyliński ps. Gong, MP-40 - ubezpieczenie,

- Antoni Bienawski ps. Dryl, sten - ubezpieczenie.

Rozpoznanie do akcji prowadzili:
- Aleksander Kunicki ps. Rayski
- Wanda Gąssowska - Oczko ps. Krystyna,
- Anna Szarzyńska- Rewska ps. Hanka,
- Irena Jaroszewicz- Klimesz ps. Janina,
- Halina Strachalska- Dunin- Karwicka- Rakoczy ps. Janina,
- Henryk Nowak ps. Heniek (miał być dowódcą akcji, jednak został aresztowany podczas prowadzenia obserwacji)
- Zbigniew Wiśniewski ps. Kurzawa I
- Kazimierz Nurkowski ps. Mściwy (aresztowany podczas prowadzenia obserwacji, zakatowany)

Broń i dokumenty dostarczały i odbierały łączniczki:
- Halina Strachalska- Karwicka- Dunin- Rakoczy ps. Janina,
- Jadwiga Strachalska- Miszczyńska ps. Jagoda
- Irena Jakubowska- Sobolewska ps. Irena-Połówka

Lekarz, który oczekiwał na ewentualnych rannych: Zbigniew Dworak ps. Dr Maks